# Дитмар Дат
Дитмар Дат (на немски: Dietmar Dath) е немски писател, журналист и преводач, автор на романи, разкази, стихотворения, пиеси и публицистика

## Биография
Дитмар Дат е роден през 1970 г. в Райнвелден, Баден-Вюртемберг. Израства в Шопфхайм, завършва там гимназия и полага матура във Фрайбург.
След отбиването на цивилна служба следва физика и литературознание във Фрайбургския университет.
От 1990 г. публикува в немски и чуждестранни вестници и списания литературни и журналистически статии по обществени въпроси и теми от попкултурата, често под псевдоним. Освен това превежда литературни текстове от английски.
Като журналист Дат от 1989 до 2000 г. е главен редактор на списание „Шпекс“, от 2001 до 2007 г. завежда литературната страница на „Франкфуртер Алгемайне Цайтунг“, а от септември 2011 г. редактира и страницата за кино.
Дитмар Дат живее във Фрайбург.

## Творчество
Първите книги на Дат излизат през средата на 1990-те години в малки издателства. След 2005 г. няколко негови творби са публикувани в авторитетното издателство „Зуркамп“.
В романите си писателят често включва автобиографични мотиви, героите му произлизат от малки баденски градчета и работят в редакции на вестници или списания.
Произведения на Дитмар Дат се преведени между другото на гръцки и английски.

### Романи, разкази
- Cordula killt Dich! oder Wir sind doch nicht Nemesis von jedem Pfeifenheini. Roman der Auferstehung, 1995
- Die Ehre des Rudels. Horrornovelle, 1996
- Charonia Tritonis. Ein Konzert, Dumme bitte wegbleiben, Erzählung, 1997
- Der Minkowski-Baumfrosch. Fortsetzungsroman in 12 Kapiteln, 2000[1]
- Skye Boat Song, Roman, 2000
- Am blinden Ufer. Eine Geschichte vom Strand und aus den Schnitten, Roman, 2000
- Phonon oder Staat ohne Namen, Roman, 2001
- Schwester Mitternacht, Roman, mit Barbara Kirchner, 2002
- Ein Preis. Halbvergessene Geschichte aus der Wahrheit, 2003
- Für immer in Honig, Roman, 2005, 2008
- Die salzweißen Augen. Vierzehn Briefe über Drastik und Deutlichkeit, 2005
- Dirac, Roman, 2006
- Waffenwetter, Roman, 2007
- Das versteckte Sternbild, Roman (als David Dalek), 2007
- Die Abschaffung der Arten, Roman, 2008
- Sie schläft. Filmroman, 2009
- Sämmtliche Gedichte, Roman, 2009
- Deutschland macht dicht, Roman, 2010
- Eisenmäuse. Ein verschlüsselter Sittenspiegel, 2010
- Kleine Polizei im Schnee, Erzählungen, 2012
- Pulsarnacht, Roman, 2012
- Feldeváye, Roman, 2014
- Deutsche Demokratische Rechnung. Eine Liebeserzählung, Roman, 2015
- Venus siegt, Roman, 2015, 2016
- Leider bin ich tot, Roman, 2016
- Der Schnitt durch die Sonne, Roman, 2017

### Пиеси
- Waffenwetter, 2009
- Die Abschaffung der Arten, 2009[2]
- Annika. Spiel für fünf Menschen, 2011
- Sie schläft, 2011
- Regina Oder Die Eichhörnchenküsse, 2011

### Есета, публицистика, журналистика
- Schöner rechnen. Die Zukunft der Computer, 2002
- Höhenrausch. Die Mathematik des XX. Jahrhunderts in zwanzig Gehirnen, 2003
- Sie ist wach. Über ein Mädchen das hilft, schützt und rettet, 2003
- Heute keine Konferenz. Texte für die Zeitung, 2007
- The Shramps, 2007 (mit Daniela Burger)
- Maschinenwinter. Wissen, Technik, Sozialismus. Eine Streitschrift, 2008
- Rosa Luxemburg, 2010
- Das Ende der Gleichungen? Ein Dialog mit Dietmar Dath und Stephen Wolfram, 2011
- Alles fragen, nichts fürchten, 2011 (mit Martin Hatzius)
- Mädchenschönschriftaufgabe, 2011
- Der Implex. Sozialer Fortschritt: Geschichte und Idee, 2012 (mit Barbara Kirchner)
- Lost, 2012
- Verbotene Verbesserungen, 2012 (mit Heike Aumüller)
- Lichtmächte, 2013 (mit Swantje Karich)
- Klassenkampf im Dunkeln: Zehn zeitgemäße sozialistische Übungen, 2014
- Superhelden, 2016
- Karl Marx, 2018

### Поезия
- Gott ruft zurück. Gedichte, 2011

## Награди и отличия
- „Награда Лесинг за критика“ (2008) (поощрение)
- „Немска награда за книга“ (2008) (финалист)
- Förderpreis für Literatur der Akademie der Künste Berlin (2009)
- „Награда Курд Ласвиц“ (2009) für Die Abschaffung der Arten
- „Награда Курд Ласвиц“ (2013) für Pulsarnacht
- Günther Anders-Preis für kritisches Denken 2018[3]